# بدون کیهان نمی‌توانیم زندگی کنیم
بدون کیهان نمی‌توانیم زندگی کنیم (تلفظ روسی: My ne mozhem jit bez cosmosa) نام فیلم کوتاه انیمیشن روسی محصول سال ۲۰۱۴ است که کنستانتین برونزیت آن را نوشته و کارگردانی کرده‌است. فیلم در سال ۲۰۱۶ و در هشتاد و هشتمین دوره جوایز اسکار نامزد دریافت جایزه در بخش بهترین انیمیشن کوتاه شد، ولی جایزه را تصاحب نکرد.